# Списание на Българското геологическо дружество
„Списание на Българското геологическо дружество“ е научно списание, орган на Българското геологическо дружество.
Списанието започва да се издава през 1927 г. Основна негова задача е да популяризира научните постижения на български и чуждестранни геолози. Издаването се финансира от Българското геологическо дружество чрез средства набрани от членски внос, спонсориране от Българска академия на науките и други организации и фирми. Издават се по три или една книжка годишно. Списанието се разпространява чрез годишен абонамент и чрез обмен в 44 страни.